# Hoyorredondo (kommunhuvudort)
Hoyorredondo är en kommunhuvudort i Spanien.   Den ligger i provinsen Provincia de Ávila och regionen Kastilien och Leon, i den centrala delen av landet, 140 km väster om huvudstaden Madrid. Hoyorredondo ligger 1 042 meter över havet och antalet invånare är 107.
Terrängen runt Hoyorredondo är varierad. Runt Hoyorredondo är det glesbefolkat, med 12 invånare per kvadratkilometer. Närmaste större samhälle är El Barco de Ávila, 15,1 km sydväst om Hoyorredondo. Trakten runt Hoyorredondo består i huvudsak av gräsmarker.